# Тератогенный эффект радиации
Тератогенный эффект радиации — возникновение пороков развития и уродств вследствие облучения in utero («в утробе», от лат. uterus — матка).

## Радиация и пороки развития

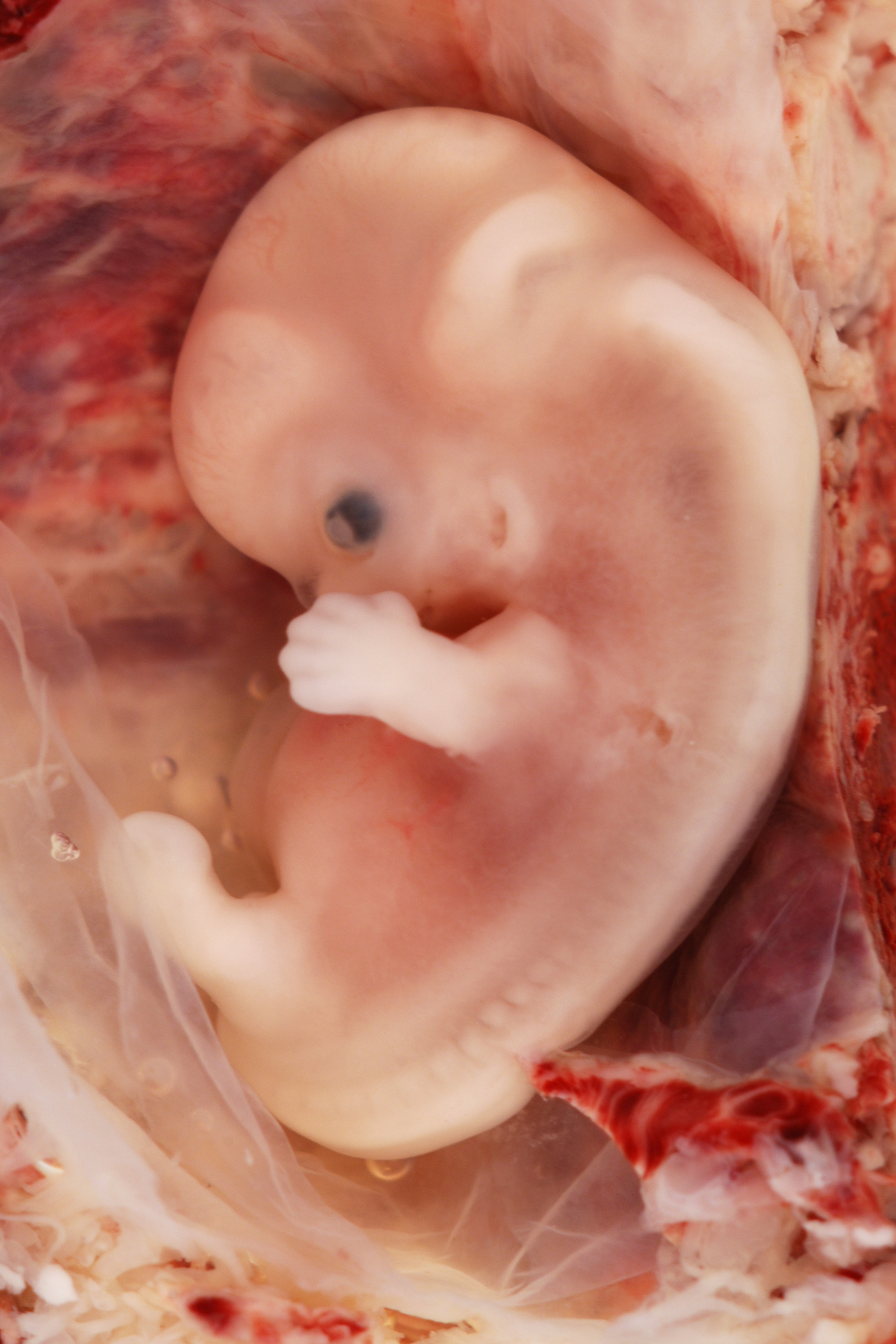
9-недельный эмбрион при внематочной беременности

Данные о действии ионизирующих излучений на эмбрион и плод человека получены в результате изучения последствий лучевой терапии (при облучении области живота беременных женщин) и исследований детей, подвергшихся внутриутробному облучению в Хиросиме и Нагасаки. Общий вывод этих наблюдений однозначен — радиочувствительность плода высокая, и она тем выше, чем плод моложе.
У выживших детей повреждающее действие радиации проявляется в виде различных уродств, задержки физического и умственного развития или их сочетаний. Наиболее частые уродства — микроцефалия, гидроцефалия, аномалии развития сердца.
Пороки развития и уродства, возникающие вследствие облучения внутриутробно, объединяются термином тератогенные эффекты.
С одной стороны, их можно рассматривать как стохастические эффекты, имея в виду вероятностный характер их проявления и зависимости от стадии эмбриогенеза, на которой произошло облучение. Однако, правильнее их отнести к разновидности соматических эффектов, так как они возникают у ребенка в результате его непосредственного облучения в состоянии эмбриона или плода. Во всяком случае тератогенные эффекты не следует смешивать с наследственными эффектами, возникающими в потомстве облученных родителей, не подвергавшемся непосредственному радиационному воздействию.

## Связь тератогенного эффекта и срока гестации
Период наибольшей радиочувствительности эмбриона человека сильно растянут во времени. Он начинается, вероятно, с зачатия и кончается приблизительно через 38 суток после имплантации; в этот период развития у эмбриона человека начинают формироваться зачатки всех органов посредством быстрой дифференцировки из клеток первичных типов. Подобные превращения у эмбриона человека в период между 18-ми и 38-ми сутками происходят в каждой из тканей. Так как переход любой клетки из эмбрионального состояния в состояние зрелости — наиболее радиочувствительный период её формирования и жизни (независимо от того, является она нейро-, мио-, остео- или эритробластом и др.), все ткани в это время оказываются высоко радиочувствительными.
Мозаичность процесса дифференцировки эмбриона и связанное с этим процессом изменение числа наиболее радиочувствительных клеток определяют степень радиочувствительности той или иной системы или органа и вероятность появления специфической аномалии в каждый момент времени. Поэтому фракционированное облучение плода приводит к более тяжелым повреждениям, так как воздействие захватывает разнообразные типы зародышевых клеток и их различное распределение, что вызывает повреждение большого количества зачатков органов, находящихся в критических стадиях развития . В этот период максимальное поражение может быть спровоцировано очень малыми дозами ионизирующего излучения; для получения аномалий в более поздний период эмбрионального развития требуется воздействие больших доз.
Приблизительно через 40 суток после зачатия грубые уродства вызвать трудно, а после рождения — невозможно. Однако следует помнить, что в каждый период развития эмбрион и плод человека содержат некоторое количество нейробластов, отличающихся высокой радиочувствительностью, а также отдельные зародышевые клетки, способные аккумулировать действие излучения.
Наибольший риск развития умственных расстройств наблюдается при облучении плода в период от 8 до 15 недель после зачатия.

## Эмбрион и плод после облучения
Организм эмбриона и плода обладает крайне высокой радиочувствительностью. Облучение в этот период даже в незначительных дозах (> 0,1 Гр) вызывает тератогенные эффекты в виде различных пороков развития, задержки умственного развития и уродств. С одной стороны, их можно рассматривать, как стохастические эффекты, имея в виду вероятностный характер их проявления в зависимости от стадии эмбриогенеза, на которой произошло облучение. Однако, правильнее их отнести к разновидности соматических эффектов, так как они возникают у ребёнка в результате его непосредственного облучения в состоянии эмбриона или плода. Во всяком случае тератогенные эффекты не следует смешивать с наследственными эффектами, возникающими в потомстве облученных родителей, которое не подвергалось непосредственному радиационному воздействию.
Имеющихся прямых данных у человека недостаточно для установления предельно допустимой дозы облучения плода, поэтому приходится прибегать к экстраполяции на человека результатов, полученных в экспериментах на животных. Радиоэмбриологические исследования на разных видах животных проводились очень широко и тщательно. Особенно известны классические работы У. Рассела, Р. Рафа и И. А. Пионтковского.

## Возрастно-специфические реакции на облучение вэмбриогенезе
Крайне высокая радиочувствительность организма в антенатальном, внутриутробном
периоде развития легко объяснима, так как в это время он представляет собой конгломерат из делящихся и дифференцирующихся клеток, обладающих наибольшей радиочувствительностью.
Радиочувствительность эмбриона или плода определяется наиболее чувствительной системой, находящейся в данный момент времени в состоянии активного развития.
В то же время эмбрион обладает важной особенностью, не обнаруживаемой на иных стадиях жизненного цикла — выраженной способностью к восстановлению, регенерации и перестройке.
Различают три основных периода внутриутробного развития организма, в течение которых изучают повреждающее действие ионизирующих излучений: до имплантации, период основного органогенеза, плодный период.
Облучение на ранних стадиях (до имплантации и в начале органогенеза), как правило, заканчивается внутриутробной гибелью или гибелью новорождённого (при облучении в середине периода органогенеза). Воздействие в период основного органогенеза вызывает уродства, а облучение плода — лучевую болезнь новорожденного.